# The Static Age
«The Static Age»  («La Era Estática») es una canción escrita por Billie Joe Armstrong y forma parte del álbum de 2009 21st Century Breakdown de la banda Punk Rock Green Day.
La canción habla sobre los medios de comunicación y los efectos de ellos en las personas. El estribillo de la pista da entender que los medios son censurados y que no se puede ver lo que en realidad pasa en la actualidad. La canción da nombres propios como Coca-Cola y Billboard.
La pista forma parte del último medley del álbum junto a 21 Guns y American Eulogy.
- Datos: Q18635943